# Città Nuova Editrice
Città Nuova é uma editora nascida em Roma em 1959.

## Nome
O nome da editora se refere ao projeto cristão que visa "construir uma nova civilização" . Este projeto está vinculado à redescoberta e publicação dos volumes dos Padres da Igreja, que representam um dos elementos do catálogo do editor.

## História
O primeiro volume publicado foi Meditações de Chiara Lubich. Na primeira fase de seu desenvolvimento, a Città Nuova Editrice consolidou seu programa editorial, concentrando-se em ensaios religiosos, teológicos, espirituais e histórico-literários. Além de dar voz aos autores considerados "clássicos" do pensamento cristão, Città Nuova tentou estar atenta a setores culturais que, embora advindos de experiências diferentes da católica, refletem nos valores humanos e no destino histórico da humanidade. Città Nuova Editrice, portanto, também lida com as questões do diálogo inter-religioso e intercultural e lançou uma série de iniciativas editoriais sobre esse importante aspecto da modernidade. Posteriormente, ele introduziu conhecimentos históricos, psicológicos, pedagógicos, sociológicos e políticos específicos em seu catálogo.
Durante a conferência da Bibliostar, Città Nuova apresentou uma plataforma digital para pesquisar e consultar as fontes da cultura européia chamada PrimiSecoli.it. A publicação das obras mais significativas dos autores dos primeiros séculos da era cristã começou nesta plataforma, oferecendo a possibilidade de realizar várias pesquisas em textos no idioma original e em italiano a partir da coleção completa de Agostinho de Hipona.
O Città Nuova editrice faz parte do grupo editorial Gruppo Città Nuova, nome que a empresa assume desde 2008, vinculado ao movimento dos Focolares.
A partir de 2010, a atividade editorial também se estendeu ao setor de e-books, sempre com atenção especial às questões religiosas que formam o núcleo da produção editorial da empresa.